# Wappen Guineas
Das Staatswappen Guineas ist in der derzeitigen Form seit Dezember 1993 in Gebrauch.
Sein zentrales Motiv ist ein Wappenschild, auf dem eine Taube sitzt, die einen Olivenzweig von ihrem Schnabel vor dem Schild herunterhängen lässt. Der Sockel des Schildes ist wie die Nationalflagge in den Nationalfarben, rot, gelb und grün gehalten. Darunter befindet sich ein Spruchrolle, die das guineische Nationalmotto Travail, Justice, Solidarité (französisch „Arbeit, Gerechtigkeit, Solidarität“) wiedergibt.